# 杉田宗久
杉田 宗久（すぎた むねひさ、1956年5月20日 - 2013年12月25日）は、日本の元裁判官。同志社大学法科大学院教授。早稲田大学卒業。大阪府柏原市出身。

## 経歴
- 1980年 司法修習生（第34期）
- 1982年 大阪地方裁判所判事補
- 1984年 福岡地方裁判所判事補
- 1987年 裁判所書記官研修所（後の裁判所職員総合研修所）教官
- 1990年 東京地方裁判所判事補
- 1992年 高知地方・家庭裁判所判事
- 1996年 大阪地方裁判所判事
- 1999年 司法研修所教官
- 2003年 大阪地方裁判所部総括判事（第7刑事部）
- 2011年 大阪高等裁判所判事
- 2012年 判事を退官、同志社大学大学院司法研究科教授
- 2013年12月25日 肺癌のため死去[1]。57歳没。

## 裁判官時代に出した判決
- 女性5人が被害にあった強姦と強姦未遂の事件で、求刑懲役12年に対し、懲役14年（一審大阪地裁裁判長、2004年）
- 無免許・酒気帯び運転・信号無視の事件、求刑懲役8月、罰金9000円に対し、懲役1年、執行猶予5年（一審大阪地裁裁判長、2006年）
- ペッパーランチ心斎橋店女性客強盗強姦事件で、元店長の求刑10年に対し懲役12年、元店員に求刑通りの懲役10年（一審大阪地裁裁判長、2007年）
- 小室哲哉による著作権譲渡詐欺事件で、求刑懲役5年に対し、懲役3年執行猶予5年（一審大阪地裁裁判長、2009年）
- 覚せい剤取締法違反（営利目的輸入）で求刑懲役10年に対し、懲役5年（一審大阪地裁裁判長、2009年）- 大阪地裁初の裁判員裁判
- 強制 わいせつ1件と強姦2件の罪に問われた実際には無実 の 男性に対し、 「醜悪極まりなく、齢（よわい）六十を超えた者の振る舞いとも思えぬ所業」とし、懲役12年の誤判（一審大阪地裁裁判長、右陪席は三村三緒裁判官。2009年）